# Lac Burera

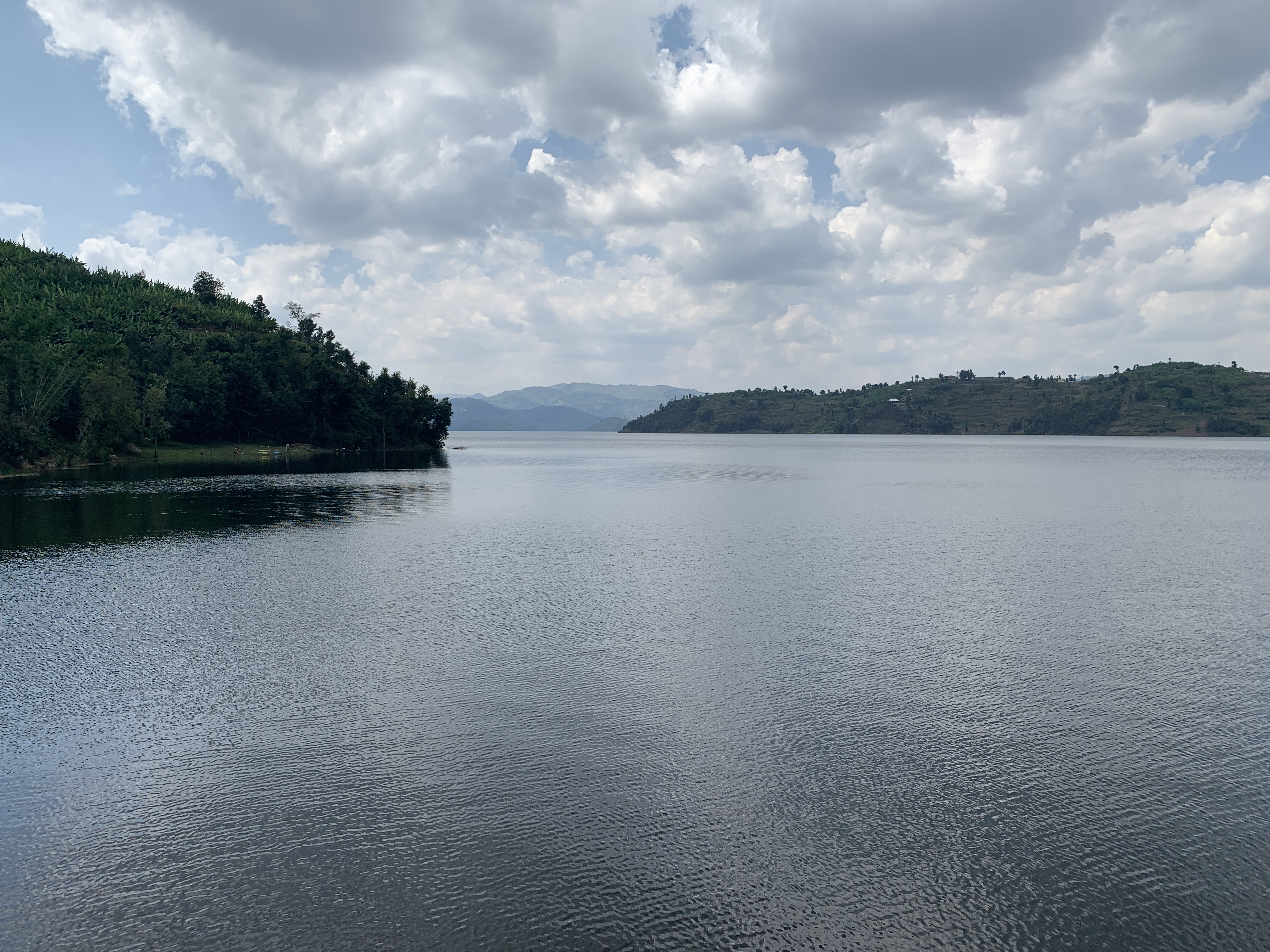
Lac Burera

Le lac Burera ou Bulera est un lac du nord-ouest du Rwanda, à la frontière avec l'Ouganda. D'une superficie de 55 km², c'est le deuxième plus grand lac entièrement au Rwanda après le lac Ihema (100 km²). Considérant tous les autres lacs du pays (y compris les lacs partagés avec d'autres pays), ce serait le cinquième plus grand après le lac Kivu (2700 km²), situé entre le Rwanda et la République démocratique du Congo, le lac Rweru entre le Rwanda et le Burundi (133 km² dont seulement 47 km² sont au Rwanda), le lac Ihema et le lac Cohoha (74 km² également partagé avec le Burundi dont seulement 19 km² sont au Rwanda). Le lac est situé dans un nord densément peuplé du pays dans le district de Burera qui tire son nom de ce lac. La ville principale la plus proche est la ville de Musanze, 25 kilomètres à l'ouest du lac.
Le lac Burera borde les zones humides de l'Ouganda sur les pentes sud du mont Muhavura à 1860 mètres d'altitude.
Il se trouve au nord-est de son jumeau, le lac Ruhondo dans lequel il se jette via un ruisseau appelé Ntaruka. Burera est presque deux fois plus grand que le lac Ruhondo et, bien qu'ils ne soient distants que de 600 mètres, les deux lacs sont séparés par une chute d'altitude spectaculaire de 100 mètres.
Le Ntaruka est un courant rapide de 600 mètres, les deux lacs et chutant d'environ 100 mètres. En raison de cette forte chute, une centrale hydroélectrique a été construite sur ce cours d'eau et produit 11,5 MW.